# Lista över Armeniens presidenter
Armeniens president är statschef över Armenien sedan landets självständighet från Sovjetunionen 1991.
| Namn                          | Bild | Tillträdde      | Avgång          | Parti                          |
| ----------------------------- | ---- | --------------- | --------------- | ------------------------------ |
| Levon Ter-Petrossian          |      | 16 oktober 1991 | 3 februari 1998 | Pan-armeniska nationalrörelsen |
| Robert Kotjarjan              |      | 4 februari 1998 | 9 april 2008    | partilös                       |
| Serzj Sargsian                |      | 9 april 2008    | 9 april 2018    | Armeniens republikanska parti  |
| Armen Sargsian                |      | 9 april 2018    | 23 januari 2022 | partilös                       |
| Alen Simonjan (tillförordnad) |      | 23 januari 2022 | 13 mars 2022    | Civil Contract                 |
| Vahagn Chatjaturjan           |      | 13 mars 2022    | nuvarande       | partilös                       |